# Backstage (album)
Backstage − piąty solowy album amerykańskiej piosenkarki Cher. Został wydany w lipcu 1968 roku nakładem wytwórni Imperial Records. Przy produkcji albumu Cher współpracowała ze swoim ówczesnym mężem, Sonnym Bono oraz Haroldem Battiste i Denisem Pregnolato. Tak jak poprzednie albumy Backstage jest zbiorem coverów.
Album jest pierwszym wydawnictwem Cher, które nie odniosło sukcesu na listach przebojów.

## Lista utworów
| Pierwsza strona | Pierwsza strona           | Pierwsza strona             | Pierwsza strona |
| Nr              | Tytuł utworu              | Autorzy                     | Długość         |
| --------------- | ------------------------- | --------------------------- | --------------- |
| 1.              | „Go Now”                  | Larry Banks, Milton Bennett | 3:56            |
| 2.              | „Carnival”                | Luiz Bonfá, Antônio Maria   | 3:26            |
| 3.              | „It All Adds Up Now”      | Doug Sahm                   | 2:57            |
| 4.              | „Masters of War”          | Tim Hardin                  | 2:26            |
| 5.              | „Masters of War”          | Bob Dylan                   | 4:09            |
| 6.              | „Do You Believe in Magic” | John Sebastian              | 2:36            |
|                 |                           |                             | 19:30           |

| Druga strona | Druga strona                 | Druga strona                 | Druga strona |
| Nr           | Tytuł utworu                 | Autorzy                      | Długość      |
| ------------ | ---------------------------- | ---------------------------- | ------------ |
| 1.           | „I Wasn't Ready”             | Dr. John Creaux, Jessie Hill | 2:59         |
| 2.           | „A House Is Not a Home”      | Burt Bacharach, Hal David    | 2:14         |
| 3.           | „Take Me for a Little While” | Trade Martin                 | 2:46         |
| 4.           | „Click Song”                 | Miriam Makeba                | 2:53         |
| 5.           | „The Impossible Dream”       | Joe Darion, Mitch Leigh      | 2:26         |
| 6.           | „Song Called Children”       | Bob West                     | 3:35         |
|              |                              |                              | 16:53        |

## Personel
- Cher – główny wokal
- Sonny Bono – producent muzyczny, fotografia
- Denis Pregnolato – producent muzyczny
- Stan Ross – inżynier dźwięku
- Woody Woodward – kierunek artystyczny